# Caractérisation d'un matériau
Pour les articles homonymes, voir Caractérisation.

La caractérisation d'un matériau consiste à en analyser les propriétés. Elle s'effectue par des essais pouvant être normalisés, qui sont de plusieurs classes : mécaniques, physiques, chimiques et physico-chimiques. Ceux-ci mettent en œuvre des principes physiques de mécanique, thermodynamique, interactions rayonnement-matière, etc.

## Essais mécaniques

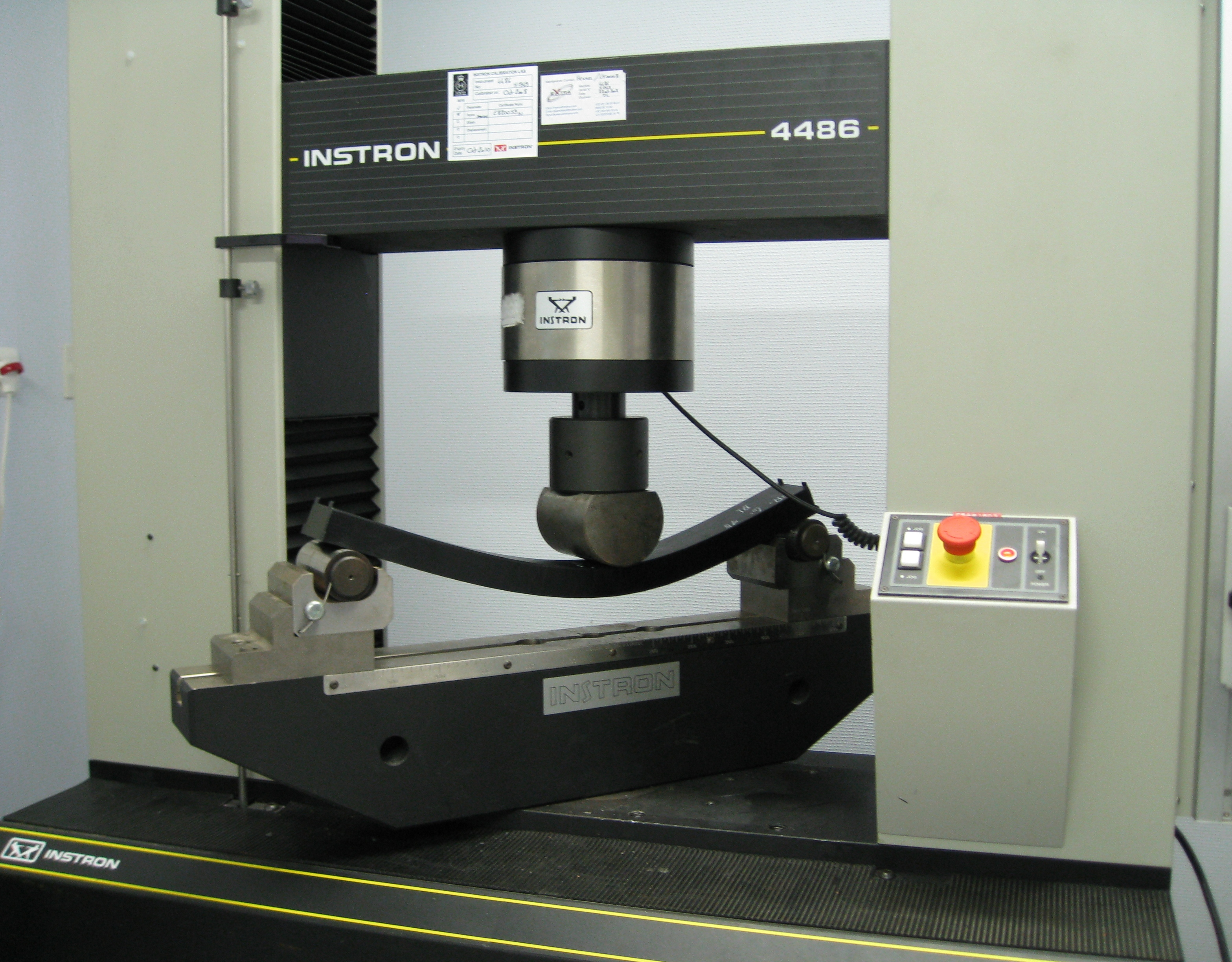
Poutre en matériau composite sur une machine de traction pour un test de flexion trois points.

Les essais mécaniques sont couramment utilisés en production car ils permettent d’obtenir rapidement des données sur les matériaux au moyen d'appareils de mesure relativement simples.
Les essais mécaniques les plus classiques, communs à la plupart des matériaux, comprennent :
- les essais de résistance des matériaux :
  - traction : on sollicite une éprouvette en traction uniaxiale jusqu'à la rupture pour en déterminer des caractéristiques mécaniques telles que le module de Young E, l'allongement à la rupture A%, la limite d'élasticité Re ou σy et la résistance à la traction Rm. Voir aussi Dynamomètre,
  - compression,
  - cisaillement,
  - flexion,
  - torsion,
  - dureté : on applique sur une éprouvette un pénétrateur sous une certaine charge F. Il existe plusieurs essais selon le type de dureté évaluée (Meyer, Brinell, Rockwell, Vickers et Shore). Voir aussi Échelle de Mohs ;
- les essais de fatigue : on fait subir un nombre important de cycles à des éprouvettes, ce qui permet de déterminer pour la géométrie choisie :
  - limite d'endurance,
  - courbe de Wöhler,
  - vitesses de propagation de fissure ;
- les essais cycliques (analyse mécanique dynamique) : on sollicite par exemple la matière en traction-compression à une fréquence donnée. Grâce à une modélisation du diagramme contrainte-déformation, on obtient le module de Young complexe, le facteur d'amortissement et, dans certains cas, le coefficient de Poisson ν. Cela est particulièrement nécessaire pour l'étude des polymères (soumis au vieillissement) et de leur état (vitreux, caoutchouteux ou amorphe) ;
- les essais de mécanique de la rupture :
  - résilience : on rompt une éprouvette entaillée en U ou en V en son milieu à l'aide d'un mouton-pendule Charpy,
  - ténacité ;
- les essais étudiant la vitesse de déformation (fluage, relaxation, rhéologie).

Dans les aciers, les essais les plus classiques sont les essais de traction, de dureté, de résilience, de fatigue et de compression,.

## Analyses physico-chimiques

### Interaction rayonnement-matière
Les principales techniques utilisant l'interaction rayonnement-matière sont :
- microscopie :
  - microscope optique : la traditionnelle observation à l'échelle microscopique,
  - microscopie électronique à balayage (MEB) : elle est une technique de microscopie électronique basée sur le principe des interactions électrons-matière,
  - microscopie électronique en transmission (MET) : on bombarde d'un faisceau d'électrons un échantillon mince principalement pour en obtenir la figure de diffraction,
  - microscope ionique à effet de champ,
  - microscope à effet tunnel,
  - microscope à sonde locale,
  - microscope à force atomique (AFM) ;
- rayons X : 
  - diffraction des rayons X,
  - analyse dispersive en énergie (EDS ou EDX),
  - analyse dispersive en longueur d'onde (WDS ou WDX),
  - fluorescence X,
  - diffusion des rayons X aux petits angles (SAXS),
  - spectroscopie des pertes d'énergie (EELS),
  - spectrométrie photoélectronique X (XPS),
  - spectroscopie des électrons Auger (AES),
  - radiographie ;
- rayonnement optique :
  - spectroscopie ultraviolet-visible (UV-vis),
  - spectroscopie infrarouge à transformée de Fourier (IRTF ou FTIR en anglais),
  - thermoluminescence,
  - photoluminescence ;
- rayon de neutrons : 
  - diffraction de neutrons,
  - diffusion de neutrons aux petits angles (DNPA ou SANS en anglais),
  - neutronographie,
  - activation neutronique ;
- spectroscopie de masse :
  - spectrométrie de masse des ions secondaires (SIMS) ;
- spectroscopie RMN.

### Analyse thermique
Les techniques d'analyse thermique font appel à la thermodynamique ; elles comprennent la calorimétrie différentielle à balayage (DSC) et l'analyse thermogravimétrique (ATG).

## Essais non destructifs
La plupart des techniques de caractérisation sont dites destructives car le matériau est endommagé à l'issue du test. Les techniques de contrôle dites non destructives, au contraire, ne dégradent pas le matériau.
Grâce à ces méthodes, on peut, par exemple, tester la qualité mécanique (absence de fissuration et corrosion) de chaque pièce à l'issue de la production de pièces aéronautiques ou lors de leur vérification en maintenance.